# Melco
Melco é uma empresa familiar fundada por Makoto Maki em 1975 atualmente Buffalo Inc. O nome Melco se origina de Maki Engineering Laboratory COmpany, empresa anterior fundada por Makoto Maki .
Buffalo Inc. é atualmente uma das 14 filiais da Melco Holdings Inc., fundada inicialmente como uma fabricante de equipamentos de áudio, a empresa entrou no mercado de periféricos de computador, em 1981, com um gravador de EEPROM. 
Melco Holdings Inc. foi constituída em 1986 e atualmente suas controladas estão envolvidas na fabricação de produtos de memória de acesso aleatório, produtos de memória flash, produtos USB, unidades de CD-ROM/DVD-RW, discos rígidos, produtos de rede de área local, buffers de impressora e telas de cristal líquido. Uma subsidiária da Melco fornece serviços corporativos no Japão, como o Internet set-up, a instalação do terminal / set-up, computador de educação e manutenção de computadores.
Buffalo Technology  é a subsidiária norte-americana do grupo e está sediada em Austin, Texas.